# Spiroctenus tricalcaratus
Spiroctenus tricalcaratus is een spinnensoort in de taxonomische indeling van de bruine klapdeurspinnen (Nemesiidae).
Spiroctenus tricalcaratus werd in 1903 beschreven door Purcell.